# Aluta appressa
Aluta appressa är en myrtenväxtart som först beskrevs av Cecil Rollo Payton Andrews, och fick sitt nu gällande namn av Barbara Lynette Rye och Malcolm Eric Trudgen. Aluta appressa ingår i släktet Aluta och familjen myrtenväxter. Inga underarter finns listade i Catalogue of Life.